# ホリー・デビッドソン
ホリー・デビッドソン（Hollie Davidson、1987年11月13日 - ）は、スコットランドの女性ラグビーユニオンレフリー（審判員）、元ラグビー選手。スコットランド・アボイン出身。

## 略歴
現役時代のポジションはスクラムハーフ(SH)でU20スコットランド代表に選ばれたことがある。
2015年、レフリーになって、2017年、スコットランドラグビー協会では女性初のフルタイムレフリーになる。
そして2022年6月25日、ポルトガル対イタリアの主審で男性ラグビーテストマッチを初めて裁いた女性レフリーとなった。また同年に開催されたラグビーワールドカップ2021決勝で主審を務めた。